# Roman Matoušek
Roman Matoušek (ur. 23 maja 1964 w Slaným, zm. 8 stycznia 2020) – czeski żużlowiec, występujący również na długim torze i na trawie.

## Życiorys
Dwukrotny finalista Indywidualnych Mistrzostw Świata Juniorów: 1981 – IV m., 1985 – VII m. Pięciokrotny finalista Indywidualnych Mistrzostw Świata: 1987 – XIV m., 1988 – VII m., 1989 – X m., 1990 – XII m., 1991 – XIV m. Indywidualny Mistrz Europy na torze trawiastym (Nandlstadt 1987). Był wielokrotnym reprezentantem Czechosłowacji w rozgrywkach o Drużynowe Mistrzostwo Świata (najlepszy wynik: IV m. w 1990 r.) oraz Mistrzostwo Świata Par (najlepszy wynik: brązowy medal w 1986 r.). Indywidualny mistrz (1988) oraz wicemistrz (1986) Czechosłowacji. Dwukrotny zdobywca II m. w turnieju "Zlatá Přilba" w Pardubicach (1988, 1989).
W rozgrywkach o Drużynowe Mistrzostwo Polski reprezentował kluby Polonia Bydgoszcz (1992, 1994) oraz Unia Leszno (1993). W brytyjskiej lidze żużlowej startował w Ipswich Witches (1986), Coventry Bees (1989-91) oraz Sheffield Tigers (1993-96).